# 罗伯特·L·鲍威尔
罗伯特·L·鲍威尔（1956年7月7日—2021年12月13日）是美国政治学家，加州大學柏克萊分校教授，2005年当选美国文理科学院院士，主要作品有《战略选择与国际关系》（Strategic Choice and International Relations，与戴维·A·莱克合著）等。